# Campana (Cosenza)
Campana és un municipi italià, dins de la província de Cosenza, que limita amb els municipis de Bocchigliero, Mandatoriccio, Pietrapaola i Scala Coeli a la mateixa província, i Pallagorio, Savelli, Umbriatico i Verzino a la de Crotona.

## Evolució demogràfica
| Població censada al municipi de Campana (Cosenza) | Població censada al municipi de Campana (Cosenza) | Població censada al municipi de Campana (Cosenza) |
| ------------------------------------------------- | ------------------------------------------------- | ------------------------------------------------- |
|                                                   |                                                   |                                                   |
| Notes:                                            | Elaboració gràfica per part de la Viquipèdia      |                                                   |
|                                                   | Font: ISTAT (Institut Nacional d'Estadística)     |                                                   |